# Spjälkö och Saxemara
Spjälkö och Saxemara – miejscowość (tätort) w Szwecji, w regionie administracyjnym (län) Blekinge, w gminie Ronneby.
Według danych Szwedzkiego Urzędu Statystycznego liczba ludności wyniosła: 429 (31 grudnia 2015), 458 (31 grudnia 2018) i 473 (31 grudnia 2019).